# ایالت پاپی اوینیون
ایالت پاپی اوینیون (انگلیسی: Avignon Papacy)، یکی از قلمروهای ایالات پاپی در قرون وسطی به مرکزیت شهر اوینیون بود. این قلمرو از سال ۱۳۰۹ تا ۱۳۷۶ محل استقرار ۷ پاپ کلیسای کاتولیک بود. این شهر به واسطه شرایط سیاسی جایگزین شهر رم در ایتالیا شده بود؛ اما با آغاز شروع اختلافات میان دستگاه پاپی و پادشاهی فرانسه در ۱۳۷۸ به دستور پاپ وقت محل استقرار پاپ مجدداً به شهر رم منتقل شد.